# Кривоносов Павло Сергійович
Павло́ Сергі́йович Кривоно́сов — старший лейтенант Збройних сил України, 79-та бригада, учасник російсько-української війни.

## Нагороди
- 21 жовтня 2014 року — за особисту мужність і героїзм, виявлені у захисті державного суверенітету та територіальної цілісності України, вірність військовій присязі під час російсько-української війни, старший сержант Кривоносов відзначений — нагороджений орденом «За мужність» III ступеня.
- Орден Богдана Хмельницького III ступеня[1]